# Elliott Management Corporation

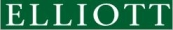
A Elliott Management Corporation é uma empresa estadunidense de gerenciamento de investimentos. É também um dos maiores fundos ativistas do mundo. É a afiliada administrativa dos fundos de hedge americanos Elliott Associates L.P. e Elliott International Limited.

A Elliott Management Corporation é uma empresa estadunidense de gerenciamento de investimentos. É também um dos maiores fundos ativistas do mundo. É a afiliada administrativa dos fundos de hedge americanos Elliott Associates L.P. e Elliott International Limited. Desde 2018, o grupo é proprietário do clube de futebol italiano Milan.